# Montendre

Montendre este o comună în departamentul Charente-Maritime, Franța. În 1 ianuarie 2022 avea o populație de 3.226 de locuitori.